# 한대 기후

## 기후구
한대는 최난월 평균기온이 0도 이상 10도 미만인 툰드라 기후(ET)와 0도 미만인 빙설 기후(EF)로 나뉜다. 모두 최한월 평균기온과 강수량에 대한 조건은 없다. T와 F는 툰드라(Tundra)와 빙설(Frostklima )의 독일어 약자다.

## 기후의 특색
툰드라 기후대에서는 이끼 등의 식물이 자랄 수 있다. 그러나 빙설 기후대에서는 식물이 기본적으로 자라지 않는다.
어느쪽이든 농업에는 전혀 적합하지 않고 순록 유목, 수렵, 해양어업(캐나다 원산의 래브라도 리트리버는 래브라도 반도 북부에서 어망 끌기나 탈락어 회수를 업으로 삼았다)과 광업에만 적합하다. 광물 자원으로는 그린란드의 금과 몰리브덴, 스웨덴의 철, 알래스카의 석유 등이 꼽힌다.
시베리안 허스키와 알래스칸 말라뮤트, 사모예드는 툰드라 기후대에 살면서 썰매를 끄는 등 사람들을 돕던 개들이다.
기후대 중 가장 인구가 적은 기후대이다. 대규모 인구 부영의 필수조건인 농업이 불가능하고 목축, 수렵, 어업 등은 상대적으로 인구 부양의 효율이 떨어진다.

## 한대가 분포하는 나라와 지역

### 툰드라 기후
북아메리카 대륙과 유라시아 대륙에 존재한다.
몽골, 러시아 연방 북부, 캄차카 반도 일부, 핀란드 북부와 동부, 스웨덴 북부, 노르웨이 내륙 및 스발바르 제도, 아이슬란드 북부, 캐나다 북부, 미국 알래스카 주 북부, 칠레 최남부, 케르겔렌 제도, 남극 반도, 쿠릴 열도 일부.

### 빙설 기후
극지방에만 존재한다.
남극 대륙 대부분, 그린란드(덴마크령) 내륙 대부분.

### 고산
한대는 고산에도 분포하고 있다(이 지대를 고산 기후대(기호 H)라고 부르며 구별하기도 한다). 예를 들어 후지산이나 중국의 티베트 자치구의 일부 등이다.

## 같이 보기
- 북극 진동
- 쾨펜의 기후 구분

## 참고 문헌
- 矢澤, 大二 (1989년 11월 20일). 《『気候地域論考―その思潮と展開―』》. 古今書院. ISBN 4-7722-1113-6.